# Lista planetelor minore: 263001–264000
Aceasta este lista planetelor minore cu numerele 263001–264000.

## 263001–263100
| Denumire | Denumire provizorie | Data descoperirii  | Locul descoperirii | Descoperitor(i)     |
| -------- | ------------------- | ------------------ | ------------------ | ------------------- |
| 263001 – | 2007 ES115          | 13 martie 2007     | Mount Lemmon       | Mount Lemmon Survey |
| 263007 – | 2007 EA140          | 12 martie 2007     | Kitt Peak          | Spacewatch          |
| 263020 – | 2007 EL200          | 12 martie 2007     | Catalina           | CSS                 |
| 263021 – | 2007 EW202          | 10 martie 2007     | Palomar            | NEAT                |
| 263035 – | 2007 GF4            | 12 aprilie 2007    | Črni Vrh           | Črni Vrh            |
| 263043 – | 2007 GL74           | 15 aprilie 2007    | Socorro            | LINEAR              |
| 263044 – | 2007 HB5            | 19 aprilie 2007    | Great Shefford     | P. Birtwhistle      |
| 263061 – | 2007 HC90           | 18 aprilie 2007    | Anderson Mesa      | LONEOS              |
| 263074 – | 2007 NA2            | 13 iulie 2007      | La Sagra           | OAM                 |
| 263076 – | 2007 RZ14           | 11 septembrie 2007 | Remanzacco         | Remanzacco          |
| 263078 – | 2007 RU150          | 8 septembrie 2007  | Siding Spring      | SSS                 |

## 263101–263200
| Denumire | Denumire provizorie | Data descoperirii | Locul descoperirii | Descoperitor(i)        |
| -------- | ------------------- | ----------------- | ------------------ | ---------------------- |
| 263115 – | 2007 UB3            | 16 octombrie 2007 | 7300 Observatory   | W. K. Y. Yeung         |
| 263136 – | 2007 VH125          | 5 noiembrie 2007  | Purple Mountain    | PMO NEO Survey Program |
| 263174 – | 2007 XA             | 1 decembrie 2007  | Bisei SG Center    | BATTeRS                |
| 263177 – | 2007 XW25           | 15 decembrie 2007 | Dauban             | Chante-Perdrix         |

## 263201–263300
| Denumire         | Denumire provizorie | Data descoperirii | Locul descoperirii | Descoperitor(i)             |
| ---------------- | ------------------- | ----------------- | ------------------ | --------------------------- |
| 263201 –         | 2008 AU1            | 8 ianuarie 2008   | Dauban             | F. Kugel                    |
| 263202 –         | 2008 AN3            | 9 ianuarie 2008   | Jarnac             | Jarnac                      |
| 263203 –         | 2008 AP3            | 5 ianuarie 2008   | Mayhill            | A. Lowe                     |
| 263214 –         | 2008 AP30           | 11 ianuarie 2008  | Desert Eagle       | W. K. Y. Yeung              |
| 263223 –         | 2008 AF45           | 10 ianuarie 2008  | Lulin Observatory  | LUSS                        |
| 263251 Pandabear | 2008 AA119          | 6 ianuarie 2008   | Mauna Kea          | P. A. Wiegert, A. Papadimos |
| 263252 –         | 2008 BL2            | 19 ianuarie 2008  | Pla D'Arguines     | R. Ferrando                 |
| 263255 Jultayu   | 2008 BN14           | 25 ianuarie 2008  | La Cañada          | La Cañada                   |
| 263256 –         | 2008 BB15           | 27 ianuarie 2008  | Eskridge           | G. Hug                      |

## 263301–263400
| Denumire | Denumire provizorie | Data descoperirii | Locul descoperirii | Descoperitor(i)     |
| -------- | ------------------- | ----------------- | ------------------ | ------------------- |
| 263349 – | 2008 CN117          | 11 februarie 2008 | Andrushivka        | Andrushivka         |
| 263391 – | 2008 DA             | 16 februarie 2008 | Taunus             | E. Schwab, R. Kling |

## 263401–263500
| Denumire | Denumire provizorie | Data descoperirii | Locul descoperirii | Descoperitor(i) |
| -------- | ------------------- | ----------------- | ------------------ | --------------- |
| 263447 – | 2008 EA1            | 1 martie 2008     | Kachina            | J. Hobart       |
| 263453 – | 2008 EZ6            | 4 martie 2008     | Mayhill            | A. Lowe         |

## 263501–263600
| Denumire        | Denumire provizorie | Data descoperirii | Locul descoperirii | Descoperitor(i)      |
| --------------- | ------------------- | ----------------- | ------------------ | -------------------- |
| 263516 Alexescu | 2008 EW144          | 13 martie 2008    | La Silla           | EURONEAR             |
| 263535 –        | 2008 FN7            | 30 martie 2008    | Modra              | Š. Gajdoš, J. Világi |

## 263601–263700
| Denumire    | Denumire provizorie | Data descoperirii | Locul descoperirii | Descoperitor(i) |
| ----------- | ------------------- | ----------------- | ------------------ | --------------- |
| 263613 Enol | 2008 GM1            | 3 aprilie 2008    | La Cañada          | J. Lacruz       |
| 263614 –    | 2008 GH3            | 1 aprilie 2008    | Goodricke-Pigott   | R. A. Tucker    |
| 263664 –    | 2008 GW109          | 13 aprilie 2008   | Calvin-Rehoboth    | Calvin College  |

## 263701–263800
| Denumire | Denumire provizorie | Data descoperirii | Locul descoperirii | Descoperitor(i) |
| -------- | ------------------- | ----------------- | ------------------ | --------------- |
| 263775 – | 2008 KK40           | 29 mai 2008       | Grove Creek        | F. Tozzi        |
| 263789 – | 2008 MA5            | 27 iunie 2008     | Cerro Burek        | Cerro Burek     |

## 263801–263900
| Denumire           | Denumire provizorie | Data descoperirii | Locul descoperirii | Descoperitor(i)        |
| ------------------ | ------------------- | ----------------- | ------------------ | ---------------------- |
| 263820 –           | 2008 RF140          | 8 septembrie 2008 | Bergisch Gladbach  | W. Bickel              |
| 263844 Johnfarrell | 2009 BV7            | 21 ianuarie 2009  | Kachina            | J. Hobart              |
| 263849 –           | 2009 BL83           | 31 ianuarie 2009  | Uccle              | T. Pauwels, E. W. Elst |

## 263901–264000
| Denumire            | Denumire provizorie | Data descoperirii | Locul descoperirii | Descoperitor(i)           |
| ------------------- | ------------------- | ----------------- | ------------------ | ------------------------- |
| 263906 Yuanfengfang | 2009 FS44           | 21 martie 2009    | Lulin Observatory  | Z.-W. Jin, C.-S. Lin      |
| 263909 –            | 2009 FC48           | 30 martie 2009    | Hibiscus           | N. Teamo                  |
| 263932 Speyer       | 2009 HY44           | 22 aprilie 2009   | Tzec Maun          | E. Schwab                 |
| 263939 –            | 2009 HR57           | 23 aprilie 2009   | Marly              | P. Kocher                 |
| 263940 Malyshkina   | 2009 HN58           | 20 aprilie 2009   | Zelenchukskaya     | T. V. Kryachko            |
| 263951 –            | 2009 HJ94           | 27 aprilie 2009   | Moletai            | K. Černis, J. Zdanavičius |
| 263975 –            | 2009 KY2            | 24 mai 2009       | Skylive            | F. Tozzi                  |